# ケンドラ・モイル
ケンドラ・モイル（英語: Kendra Moyle、1990年9月17日 - ）は、アメリカ合衆国・ミシガン州チェルシー出身の女性フィギュアスケート選手。
2006年世界ジュニア選手権2位。パートナーはスティーブン・ポッテンジャー、アンディー・サイツ。

## 経歴
ミシガン州のチェルシーに生まれ、4歳のときにスケートを始めた。リード・ミニーとのペアを経て2005年にアンディー・サイツとペアを結成して2005-2006年シーズンからISUジュニアグランプリに参戦した。JGPソフィア杯で2位、JGPSBC杯で優勝するなど早くから頭角を現し、2006年全米選手権ではジュニアクラスで優勝を果たす。初出場の世界ジュニア選手権では2位となった。
2006-2007年シーズンには、シニアクラスのISUグランプリシリーズにも参戦を果たした。2007年全米選手権にはシニアクラスで出場し6位、2度目の出場となった2007年世界ジュニア選手権では6位入賞に留まった。シーズン終了後にアンディー・サイツとのペアを解消し、新たにスティーブン・ポッテンジャーとペアを結成した。新たなペアで臨んだ2008年全米選手権では、最下位の15位に終わった。

## 主な戦績
- 2006-07年シーズンまではアンディー・サイツとのペア。
- 2007-08年シーズン以降はスティーブン・ポッテンジャーとのペア。

| 大会/年                 | 2005-06 | 2006-07 | 2007-08 | 2008-09 | 2009-10 |
| ----------------------- | ------- | ------- | ------- | ------- | ------- |
| 全米選手権              | 1 J     | 6       | 15      | 19      | 13      |
| GPスケートカナダ        |         | 6       |         |         |         |
| GPロシア杯              |         | 6       |         |         |         |
| 世界Jr.選手権           | 2       | 5       |         |         |         |
| JGPファイナル           | 4       | 4       |         |         |         |
| JGPリベレツ             |         | 2       |         |         |         |
| JGPスピンオブノルウェー |         | 1       |         |         |         |
| JGPSBC杯                | 1       |         |         |         |         |
| JGPソフィア杯           | 2       |         |         |         |         |

- J = ジュニアクラス

### 詳細
| 2009-2010 シーズン |                                            |          |          |           |
| 開催日             | 大会名                                     | SP       | FP       | 結果      |
| 2010年1月15日-16日 | 全米フィギュアスケート選手権（スポケーン） | 12 49.22 | 14 79.42 | 13 128.64 |

| 2008-2009 シーズン |                                                |          |          |           |
| 開催日             | 大会名                                         | SP       | FP       | 結果      |
| 2009年1月18日-25日 | 全米フィギュアスケート選手権（クリーブランド） | 18 38.31 | 17 67.12 | 19 105.43 |

| 2007-2008 シーズン |                                              |          |          |           |
| 開催日             | 大会名                                       | SP       | FP       | 結果      |
| 2008年1月20日-27日 | 全米フィギュアスケート選手権（セントポール） | 15 38.03 | 13 79.95 | 15 117.98 |

| 2006-2007 シーズン    |                                                                  |         |         |          |
| 開催日                | 大会名                                                           | SP      | FP      | 結果     |
| 2007年2月26日-3月4日  | 2007年世界ジュニアフィギュアスケート選手権（オーベルストドルフ） | 5 50.71 | 7 78.32 | 5 129.03 |
| 2007年1月21日-28日    | 全米フィギュアスケート選手権（スポケーン）                       | 5 54.30 | 9 94.40 | 6 148.70 |
| 2006年12月7日-9日     | 2006/2007 ISUジュニアグランプリファイナル（ソフィア）            | 5 46.16 | 4 86.69 | 4 132.85 |
| 2006年11月24日-26日   | ISUグランプリシリーズ ロシア杯（モスクワ）                       | 6 49.08 | 6 87.70 | 6 136.78 |
| 2006年11月2日-5日     | ISUグランプリシリーズ スケートカナダ（ビクトリア）               | 7 46.38 | 6 89.58 | 6 135.96 |
| 2006年10月19日-22日   | ISUジュニアグランプリ リベレツ（リベレツ）                       | 2 51.21 | 2 81.89 | 2 133.10 |
| 2006年9月28日-10月1日 | ISUジュニアグランプリ スピンオブノルウェー（オスロ）             | 1 49.43 | 1 83.25 | 1 132.68 |

| 2005-2006 シーズン    |                                                             |         |         |          |
| 開催日                | 大会名                                                      | SP      | FP      | 結果     |
| 2006年3月6日-12日     | 2006年世界ジュニアフィギュアスケート選手権（リュブリャナ）  | 1 48.47 | 4 85.03 | 2 133.50 |
| 2006年1月7日-15日     | 全米フィギュアスケート選手権 ジュニアクラス（セントルイス） | 2 49.89 | 1 97.92 | 1 147.81 |
| 2005年12月24日-27日   | 2005/2006 ISUジュニアグランプリファイナル（オストラバ）     | 2 46.10 | 4 83.44 | 4 129.54 |
| 2005年10月20日-23日   | ISUジュニアグランプリ SBC杯（岡谷）                         | 1 44.72 | 1 84.39 | 1 129.11 |
| 2005年9月29日-10月2日 | ISUジュニアグランプリ ソフィア杯（ソフィア）                | 3 46.18 | 2 78.01 | 2 124.19 |